# San Diego Dzityá
San Diego Dzityá es una localidad del municipio de Teya en el estado de Yucatán, México.

## Toponimia
El nombre (San Diego) hace referencia a Diego de Alcalá y el nombre (Dzityá) proviene de dzit que significa en idioma maya contar y la partícula ya que significa zapote (Manilkara zapota).

## Datos históricos
- En 1921 cambia su nombre de Dzityá a San Diego Dzityá.

## Demografía
Según el censo de 2005 realizado por el INEGI, la población de la localidad era de 0 habitantes.
| 45                          | 67 | 32 | 20 | 2 | 2 | 0 | 0 | 0 | 0 | 0 | 0 | 0 |
| (Fuente: INEGI [Consultar]) |    |    |    |   |   |   |   |   |   |   |   |   |